# Hrabstwo Gbarpolu
Hrabstwo Gbarpolu – jedno z piętnastu hrabstw Liberii, z siedzibą władz w mieście Bopolu. Hrabstwo wydzielone w 2001 roku z hrabstwa Lofa.
Według spisu ludności z 2008 roku liczy sobie 83 758 mieszkańców.

## Dystrykty
Hrabstwo dzieli się na sześć dystryktów: 
- Dystrykt Belleh
- Dystrykt Bokomu
- Dystrykt Bopolu
- Dystrykt Gbarma
- Dystrykt Gounwolaila
- Dystrykt Kongba